# لانه خرگوش (فیلم)
لانه خرگوش (به انگلیسی: Rabbit Hole) یک فیلم درام آمریکایی با بازی نیکول کیدمن، آرون اکهارت و دایان ویست است که از نمایش‌نامه‌ای با همین نام اقتباس شده‌است. این فیلم اولین بار در جشنواره بین‌المللی فیلم تورنتو در سپتامبر ۲۰۱۰ به نمایش درآمد.

## خلاصه داستان
«بکا» و «هاوی» زوج خوشبختی هستند که در کنار پسر کوچکشان دنی زندگی آرامی دارند. اما با مرگ دنی در یک تصادف زندگی آنها زیر و رو می‌شود…

## بازیگران
- نیکول کیدمن در نقش بکا کوربت
- آرون اکهارت در نقش هاوی کوربت
- دایان ویست در نقش نَت، مادر بکا
- مایلز تلر در نقش جیسون، راننده
- تامی بلانچارد در نقش ایزی، خواهر بکا
- ساندرا اوه در نقش گبی
- پاتریشیا کالمبر در نقش پگ
- مایک دویل در نقش کریگ
- جاون تنی در نقش ریک
- استیون میلر در نقش کوین
- جیانکارلو اسپوزیتو در نقش اُگی
- راب کمبل در نقش باب
- فونیکس لیست در نقش دنی

## جوایز
این فیلم کاندیدای اسکار بهترین بازیگر نقش اول زن در سال ۲۰۱۱ شد.